# Poul Anderson
Poul William Anderson (Bristol, 25 novembre 1926 – Orinda, 31 luglio 2001) è stato uno scrittore statunitense, importante autore di romanzi di fantascienza e fantasy durante la cosiddetta Epoca d'oro della fantascienza.
Ha pubblicato alcuni dei suoi primi racconti con gli pseudonimi di A. A. Craig, Michael Karageorge e Winston P. Sanders.

## Biografia
Poul Anderson nacque in Pennsylvania nel 1926 da genitori migranti di origine scandinava e visse per alcuni anni in Danimarca, fra la morte precoce del padre e lo scoppio della Seconda Guerra Mondiale. Conseguì una laurea in fisica all'università del Minnesota nel 1948, nel 1953 sposò Karen Kruse (poi divenuta sua collaboratrice letteraria) e traslocò con lei nella città di Orinda in California; l'anno successivo i coniugi ebbero una figlia di nome Astrid.
Già nel 1947 Anderson pubblicò della narrativa breve di fantascienza sulla prestigiosa rivista Astounding Science Fiction e divenne ben presto uno dei maggiori esponenti dell'età d'oro della fantascienza, accanto ad altri autori quali Isaac Asimov, Robert A. Heinlein e L. Sprague de Camp. In particolare, anche Anderson si misurò con il tropo narrativo di storia futura e creò ben due diversi cicli narrativi ascrivibili a questo archetipo: la saga della Lega Psicotecnica racconta con una modalità di fantascienza dura le varie fasi di una colonizzazione umana dello spazio esterno guidata dai tecnocrati dell'eponimo Istituto Psicotecnico, presentando affinità di toni e temi con il Ciclo della Fondazione di Asimov, mentre la Storia Tecnica racconta l'ascesa e la decadenza di un impero galattico umano tramite gli stilemi della space opera, in particolare giustapponendo il sotto-ciclo planetary romance della Lega Polesotecnica a quello spionistico di Dominic Flandry. Degne di nota sono altresì la saga umoristica degli Hoka, che narra di una civiltà extraterrestre di orsi grizzly senzienti, la trilogia post-apocalittica di Maurai, ambientata su una Terra futura in rovina, il ciclo di racconti avventurosi sul viaggio nel tempo dedicato alla Pattuglia del Tempo, e la saga della Storia di Rustum, imperniata sulla colonizzazione terrestre di un pianeta per farne un'utopia libertaria.
A fronte del suo vastissimo corpus di fantascienza, Anderson ha composto anche alcuni romanzi fantasy classificabili in tre diversi filoni: Tre cuori e tre leoni, Tempesta di mezza estate e la dilogia Operazione Altromondo sono opere science fantasy che razionalizzano e sistematizzano le mitologie classiche attraverso un espediente narrativo di universi paralleli comunicanti con la Terra; La spada spezzata e I figli del Tritone e la tetralogia dei Re di Ys sono a livello di intreccio opere high fantasy, ma anziché svolgersi in mondi immaginari sono ambientate rispettivamente nei contesti verisimili della Danelaw, della Scandinavia e della Gallia di Alto Medioevo; La saga di Hrolf Kraki, La guerra degli dèi e Mother of Kings, infine, sono fantasy storici tout court che rinarrano le vite di personaggi reali della storia norrena, mantenendone gli elementi sovrannaturali tramandati nelle saghe antiche.
A livello di narrativa realistica, l'autore ha composto una trilogia di romanzi gialli d'ambientazione contemporanea con protagonista il detective Trygve Yamamura, due romanzi storici di ambientazione classica, e una trilogia storica intitolata The Last Viking che ripercorre la biografia di Harald Hardrada re di Norvegia (1015-1066).
Fu il sesto presidente dell'associazione degli scrittori statunitensi di fantasy e fantascienza a partire dal 1972.

## Riconoscimenti e premi
Si elencano solo le vittorie e non anche le candidature.
- 1961 Premio Hugo per il miglior racconto a "Il viaggio più lungo" ("The Longest Voyage").
- 1964 Premio Hugo per il miglior racconto a Nessuna tregua con i re (No Truce With Kings).
- 1969 Premio Hugo per il miglior racconto a "La comunione della carne" ("The Sharing of Flesh").
- 1972 Premio Hugo per il miglior romanzo breve a Regina dell'aria e della notte (The Queen of Air and Darkness).
- 1972 Premio Nebula per il miglior racconto a Regina dell'aria e della notte (The Queen of Air and Darkness).
- 1972 Premio Locus per il miglior racconto lungo a Regina dell'aria e della notte (The Queen of Air and Darkness).
- 1973 Premio Hugo per il miglior racconto a "Orfeo Secondo" ("Goat Song").
- 1973 Premio Nebula per il miglior racconto a "Orfeo Secondo" ("Goat Song").
- 1974 Premio August Derleth per il miglior romanzo fantasy a La saga di Hrolf Kraki (Hrolf Kraki's Saga).
- 1975 Premio Mythopoeic Fantasy per la letteratura per adulti a Tempesta di mezza estate (A Midsummer Tempest).
- 1978 Premio Gandalf alla carriera conferito dalla World Science Fiction Convention.
- 1982 Premio Hugo per il miglior romanzo breve a Il gioco di Saturno (The Saturn Game).
- 1982 Premio Nebula per il miglior romanzo breve a Il gioco di Saturno (The Saturn Game).
- 1982 Premio Skylark alla carriera conferito dalla New England Science Fiction Association.
- 1985 Premio Prometheus retrospettivo a Il mercante delle stelle (Trader to the Stars).
- 1995 Premio Prometheus retrospettivo a La volpe delle stelle (The Star Fox).
- 1995 Premio Prometheus per il miglior romanzo di fantascienza libertario a The Stars Are Also Fire.
- 1998 Premio Grand Master alla carriera conferito dalla Science Fiction and Fantasy Writers of America.
- 2000 Inclusione nella Science Fiction and Fantasy Hall of Fame del Museum of Pop Culture di Seattle, Washington.
- 2001 Premio Prometheus alla carriera conferito dalla Libertarian Futurist Society.
- 2001 Premio John W. Campbell Memorial per il miglior romanzo di fantascienza a Genesis.
- 2010 Premio Prometheus retrospettivo a Nessuna tregua con i re (No Truce With Kings).
- 2020 Premio Prometheus retrospettivo a "Sam Hall" ("Sam Hall").

## Opere

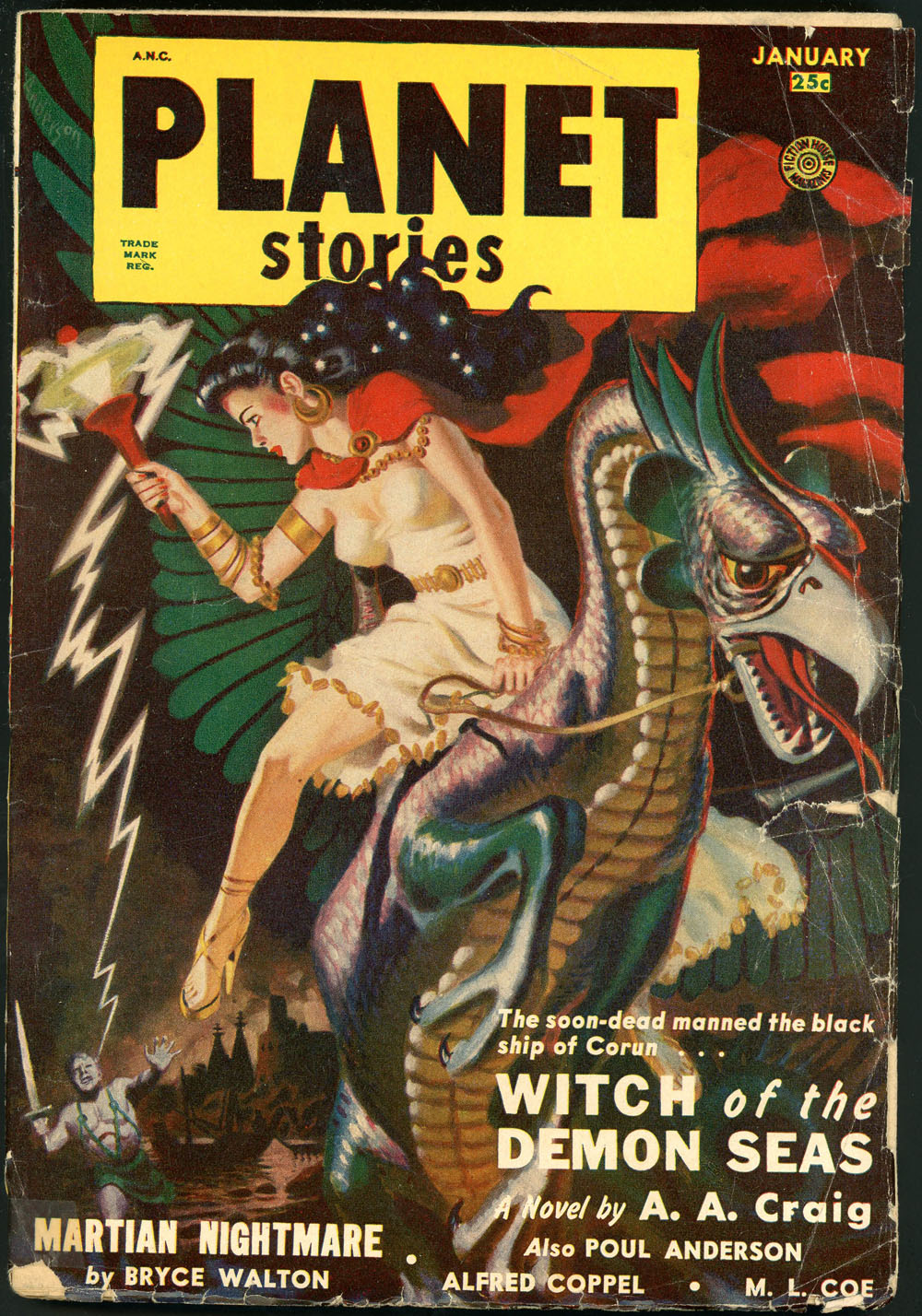
Il racconto di Anderson Witch of the Demon Seas (pubblicato sotto lo pseudonimo di "A. A. Craig") ebbe la copertina del numero del gennaio 1951 di Planet Stories; nello stesso numero fu pubblicato la prima storia di Dominic Flandry, Il tigre per la coda ("Tiger by the Tail").

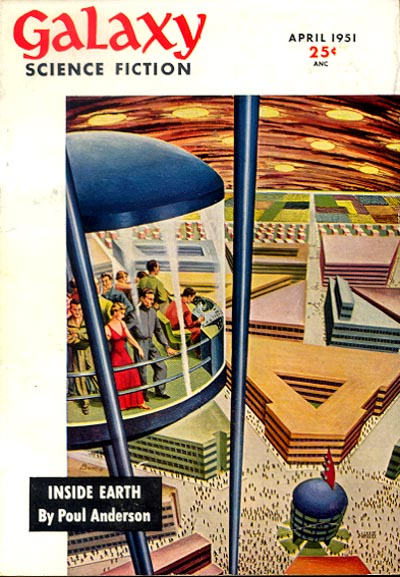
Il racconto di Anderson Inside Earth fu la storia di copertina del numero dell'aprile 1951 di Galaxy Science Fiction.

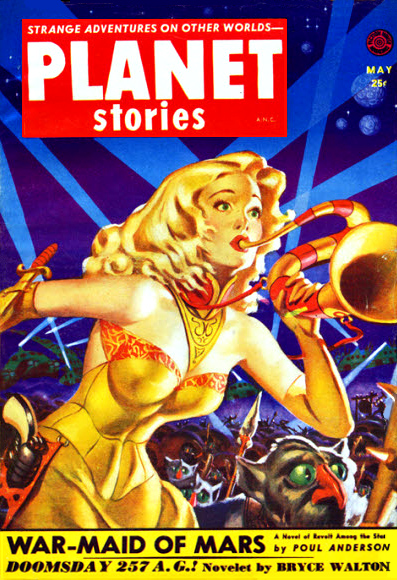
Il racconto di Anderson War-Maid of Mars ebbe la copertina del numero del maggio 1952 di Planet Stories.

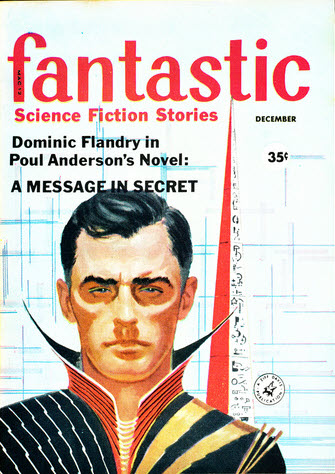
Il romanzo breve di Anderson Messaggio segreto (A Message In Secret), della serie di Dominic Flandry, fu il racconto di copertina del numero di dicembre 1959 di Fantastic.

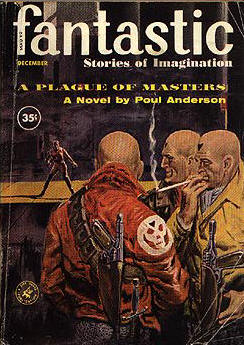
Un altro romanzo breve della serie di Dominic Flandry, La piaga dei padroni (A Plague of Masters) ebbe la copertina del numero di dicembre 1960 di Fantastic; in seguito fu pubblicato in volume come Earthman, Go Home!

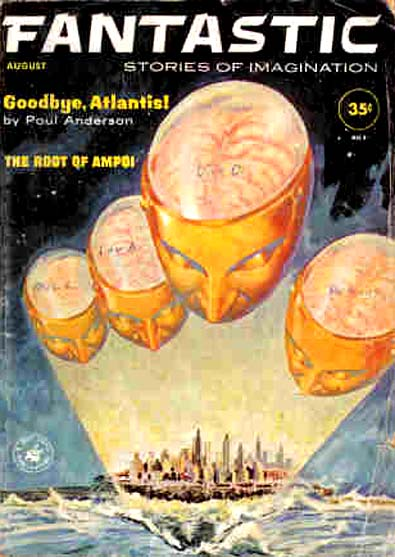
Il racconto di Anderson Goodbye, Atlantis! fu il racconto di copertina del numero di agosto 1961 di Fantastic.

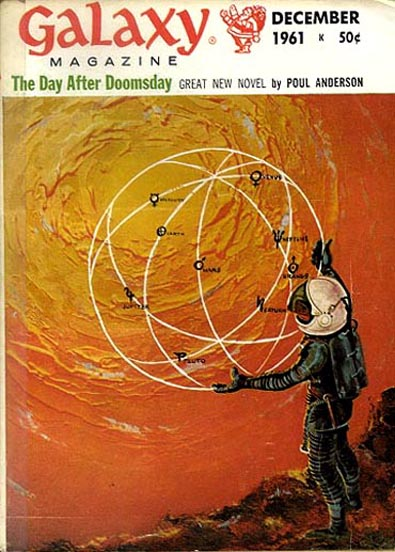
Il romanzo di Anderson The Day After Doomsday uscì a puntate su Galaxy prima della pubblicazione in volume come Hanno distrutto la Terra (After Doomsday).

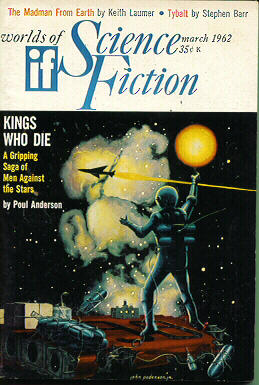
Il racconto di Anderson Kings Who Die ebbe la copertina del numero di marzo 1962 di If.

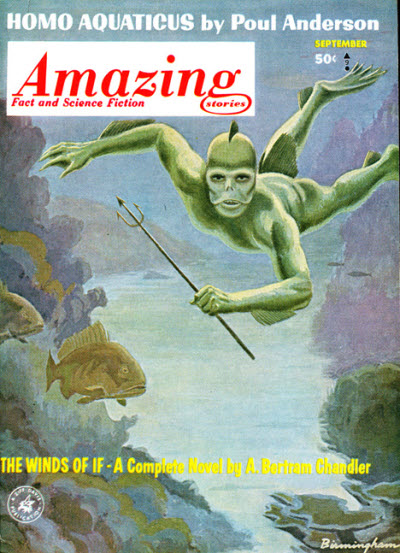
Il racconto di Anderson Homo Aquaticus parte del cicolo di Kith, fu il racconto di copertina del numero di settembre 1963 di Amazing Stories.

Per ogni testo si indica la prima edizione nell'originale inglese e l'eventuale prima traduzione in lingua italiana. Le serie di romanzi interconnessi sono elencate cronologicamente, in base alla data di pubblicazione del primo episodio di ogni ciclo.

### Loro i terrestri (Tomorrow's Children)
Un ciclo di quattro testi brevi riuniti nella raccolta Loro i terrestri (Twilight World), Dodd, Mead / Torquil, 1961; trad. Andreina Negretti, Urania 279, Arnoldo Mondadori Editore, 8 Aprile 1962. L'edizione italiana presenta la raccolta come un romanzo fix-up e non traduce i titoli delle singole parti.
1. "Tomorrow's Children" poi "Prologue", in Astounding Science Fiction di Marzo 1947. Collaborazione con F. N. Waldrop.
2. "Chain of Logic", in Astounding Science Fiction di Luglio 1947.
3. Children of Fortune, composto appositamente per Twilight World.
4. "Epilogue", composto appositamente per Twilight World.

### La Lega Psicotecnica (Psychotechnic League)
Un ciclo di sedici racconti e cinque romanzi brevi composti in ordine anacronico e sistematizzati per la prima volta nella raccolta postuma in tre volumi The Complete Psychotechnic League:
1. The Complete Psychotechnic League: Volume 1, Baen Books, 2017. Raccoglie:
  1. "Marius", in Astounding Science Fiction di Marzo 1957.
  2. Complotto planetario (Un-Man), in Astounding Science Fiction di Gennaio 1953. Trad. Abramo Luraschi, Altair Fantascienza 5, Editrice Il Picchio, 1977.
  3. The Sensitive Man, in Fantastic Universe di Gennaio 1954.
  4. La grande pioggia (The Big Rain), in Astounding Science Fiction di Ottobre 1954. Trad. Roberta Rambelli nell'antologia Storie dello spazio interno, a cura di Sandro Pergameno, Grandi Opere Nord 7, Editrice Nord, 1981.
2. The Complete Psychotechnic League: Volume 2, Baen Books, 2017. Raccoglie:
  1. "Don Chisciotte e il mulino a vento" ("Quixote and the Windmill"), in Astounding Science Fiction di Novembre 1950. Trad. Daniela Abravenel, nell'antologia Il sorriso metallico, Fantapocket 8, Longanesi & C., 1976.
  2. "Holmgang", in Planet Stories Estate 1955.
  3. "Cold Victory", in Venture Science Fiction Magazine di Maggio 1957.
  4. "What Shall It Profit?", in If di Giugno 1956.
  5. The Troublemakers, in Cosmos Science Fiction and Fantasy Magazine di Settembre 1953.
  6. Le nevi di Ganimede (The Snows of Ganymede), in Startling Stories Inverno 1955. Trad. Lella Pollini, Galassia 19, Casa Editrice La Tribuna, 15 luglio 1962.
  7. "Brake", in Astounding Science Fiction di Agosto 1957.
  8. "Gypsy", in Astounding Science Fiction di Gennaio 1950.
  9. "L'astronave" ("Star Ship"), in Planet Stories Autunno 1950. Trad. Roberta Rambelli nell'antologia Space Opera, a cura di Brian Aldiss, Enciclopedia della Fantascienza 1, Fanucci Editore, 1977.
3. The Complete Psychotechnic League: Volume 3, Baen Books, 2018. Raccoglie:
  1. "The Acolytes", in Worlds Beyond di Febbraio 1951.
  2. "Pollice verde" ("The Green Thumb"), in Science Fiction Quarterly di Febbraio 1953. Trad. Vittorio Curtoni nell'antologia L'uomo che fu dimenticato, Galassia 210, Casa Editrice La Tribuna, 1 Novembre 1975.
  3. "Virgin Planet", in Venture Science Fiction Magazine di Gennaio 1957.
  4. "Teucan", in Cosmos Science Fiction and Fantasy Magazine di Luglio 1954.
  5. "The Pirate", in Analog Science Fiction / Science Fact di Ottobre 1968.
  6. "Entity", in Astounding Science Fiction di Giugno 1949. Collaborazione con John Gergen.
  7. "The Stranger Was Himself" poi "Symmetry", in Fantastic Universe di Dicembre 1954.
  8. "Fine del capitolo" ("The Chapter Ends"), in Dynamic Science Fiction di Gennaio 1954. Trad. Gici Ganzini Granata nell'antologia 15 grandi racconti di fantascienza, I Marmi 38, Longanesi & C., 1965.

Ai tre volumi di testi brevi si aggiungono due romanzi semiautonomi, combinati per la prima volta nell'omnibus Virgin Planet / Star Ways, Baen Books, 2000:
- I nomadi dell'infinito (Star Ways), Avalon Books, 1956. Trad. Andreina Negretti, Urania 183, Arnoldo Mondadori Editore, 3 Agosto 1958.
- Le amazzoni (Virgin Planet), Avalon Books, 1959[2]. Trad. Benedetta Mangiameli, Urania 235, Arnoldo Mondadori Editore, 31 Luglio 1960.

Va rimarcato che la sistemazione in tre volumi Baen Books ne ricalca ed espande una precedente allestita Anderson vivente:
1. The Psycho-Technic League, Tor Books, 1981. Identici contenuti del Volume 1.
2. Cold Victory, Tor Books, 1982. Comprendeva sette dei nove testi del Volume 2.
3. Starship, Tor Books, 1982. Comprendeva due racconti poi trasferiti nel Volume 2 e cinque degli otto testi presenti nel Volume 3.

### Wing Alak
Un ciclo di tre racconti riunto per la prima volta nella raccolta Call Me Joe, The Collected Short Works of Poul Anderson 1, NESFA Press, 2009.
1. "The Double-Dyed Villains", in Astounding Science Fiction di Settembre 1949.
2. "Corda a sufficienza" ("Enough Rope"), in Astounding Science Fiction di Luglio 1953. Traduzione ignota, in appendice al romanzo I dominatori del pensiero di Laurence M. Janifer, I Romanzi del Cosmo 141, Ponzoni Editore, 15 Febbraio 1964.
3. "The Live Coward", in Astounding Science Fiction di Giugno 1956.

### Hoka
Trilogia composta in collaborazione con Gordon R. Dickson, consiste di un romanzo e due raccolte di testi brevi. 
1. Hoka sapiens (Earthman's Burden), Gnome Press, 1957; trad. Hilia Brinis, Urania 1023, Arnoldo Mondadori Editore, 25 Maggio 1986. Comprende sei racconti interconnessi da una cornice narrativa:
  - "Lo sceriffo di Canyon Gulch" ("The Sheriff of Canyon Gulch"), in Other Worlds Science Stories di Maggio 1951.
  - "Don Jones" ("Don Jones"), composto appositamente per Earthman's Burden.
  - "In Hoka Signo Vinces" ("In Hoka Signo Vinces"), in Other Worlds Science Stories di giugno 1953.
  - "Hoka Holmes" ("The Adventure of the Misplaced Hound"), in Universe Science Fiction di dicembre 1953.
  - "All'arrembaggio, Hoka!" ("Yo Ho Hoka!"), in The Magazine of Fantasy and Science Fiction di marzo 1955.
  - "Un manipolo di eroi" ("The Tiddlywink Warriors"), in The Magazine of Fantasy and Science Fiction di agosto 1955.
2. Star Prince Charlie, G. P. Putnam's Sons, 1975.
3. Hoka!, Simon & Schuster, 1983. Comprende quattro racconti e un romanzo breve:
  - "Joy in Mudville", in The Magazine of Fantasy and Science Fiction di novembre 1955.
  - "Undiplomatic Immunity", in The Magazine of Fantasy and Science Fiction di maggio 1957.
  - "Full Pack" poi "Full Pack (Hokas Wild)", in The Magazine of Fantasy and Science Fiction di ottobre 1957.
  - ""The Bear That Walks Like a Man": An Ursanoid Stereotype in Early Interbeing Era Poplular Culture by S*ndr* M**s*", composto appositamente per Hoka!.
  - The Napoleon Crime, in Analog Science Fiction/Science Fact di marzo 1983.

La serie è stata riunita per la prima volta nell'omnibus The Sound & the Furry: The Complete Hoka Stories, Science Fiction Book Club, 2001.

### Sam Hall
Un racconto e un romanzo con il medesimo protagonista.
- "Sam Hall" ("Sam Hall"), in Astounding Science Fiction di agosto 1953. Trad. Maurizio Nati nella raccolta Il meglio di Poul Anderson. 9 racconti, Robot Speciale 8, Armenia Editore, 30 Giugno 1978.
- Three Worlds to Conquer, serializzato in due puntate in If gennaio e marzo 1964; prima edizione in volume Pyramid Books, 1964.

### Kith
Serie originariamente composta da tre racconti collocati nella medesima ambientazione:
1. "Ghetto" ("Ghetto"), in The Magazine of Fantasy and Science Fiction di Maggio 1954. Trad. Gabriele Tamburini, Robot 8, Armenia Editore, novembre 1976.
2. "Homo Aquaticus" ("Homo Aquaticus" o "The Horn of Time the Hunter"), in Amazing Stories di Settembre 1963. Trad. Giampaolo Cossato e Sandro Sandrelli nell'antologia Storie dello spazio esterno, a cura di Sandro Pergameno, Grandi Opere Nord 8, Editrice Nord, 1982.
3. "The Tale of the Cat", in Analog Science Fiction and Fact di Febbraio 1998.

Successivamente il primo e il terzo racconto sono confluiti come singoli capitoli in un romanzo per il resto inedito:
- Starfarers, Tor Books, 1998.

"Ghetto" e "Homo Aquaticus" sono anche apparsi nella raccolta Maurai & Kith (Tor Books, 1982), dedicata per il resto al ciclo di Maurai.

### La Pattuglia del Tempo (Time Patrol)
Ciclo inizialmente composto da cinque racconti e tre romanzi brevi pubblicati in varie riviste e antologie, successivamente sistematizzato dall'autore in una raccolta tematica comprendente anche un quarto romanzo breve inedito; contestualmente fu pubblicato anche un secondo volume contenente tre racconti e tre romanzi brevi inediti. La riedizione del 2006 del primo volume vi ha incluso anche un nono e ultimo racconto.
1. La pattuglia del tempo (The Time Patrol), Tor Books, 1991; riedizione espansa come Time Patrol, Baen Books, 2006. Traduzione di Andreina Negretti e Vittorio Curtoni, IperFICTION, Interno Giallo / Mondadori, 1994. Comprende:
  1. "Everard cronodetective" ("Time Patrol"), in The Magazine of Fantasy and Science Fiction di maggio 1955.
  2. "Nel mondo di Ciro il Grande" ("Brave to Be a King"), in The Magazine of Fantasy and Science Fiction di agosto 1959.
  3. "Le cascate di Gibilterra" ("Gibraltar Falls"), in The Magazine of Fantasy and Science Fiction di ottobre 1975.
  4. "La scoperta sbagliata" ("The Only Game in Town"), in The Magazine of Fantasy and Science Fiction di gennaio 1960.
  5. "Il mondo che non poteva esistere" ("Delenda Est"), in The Magazine of Fantasy and Science Fiction di dicembre 1955.
  6. Avorio, e oro, e pavoni (Ivory, and Apes, and Peacocks), composto appositamente per la raccolta Time Patrolman, Tor Books, 1983.
  7. Il dolore di Odino (The Sorrow of Odin the Goth), composto appositamente per la raccolta Time Patrolman, Tor Books, 1983.
  8. Stella del mare (Star of the Sea), composto appositamente per la raccolta The Time Patrol, Tor Books, 1991.
  9. L'anno del riscatto (The Year of Ransom), Millennium 6, Walker & Co., 1988.
  10. "Death and the Knight", nell'antologia Tales of the Knights Templar, a cura di Katherine Kurtz, Warner Books, 1995.[3]
2. Lo scudo del tempo (The Shield of Time), Tor Books, 1990. Trad. Stefano Massaron, IperFICTION, Interno Giallo / Mondadori, 1995. Comprende sei inediti:
  1. "Uno sconosciuto in casa tua" ("The Stranger That Is Within Thy Gates").
  2. Donne e cavalli e guerra e potere (Women and Horses and Power and War).
  3. "Prima degli dei che crearono gli dei" ("Before the Gods That Made the Gods").
  4. Beringia (Beringia).
  5. "Risolvimi questo enigma" (Riddle Me This).
  6. Meraviglia del mondo (Amazement of the World).

Prima della sistemazione finale nell'edizione Tor Books, la serie era stata organizzata nei seguenti volumi:
- I guardiani del Tempo (Guardians of Time), Ballantine Books, 1960; traduzione di Andreina Negretti, Classici Urania 3, Arnoldo Mondadori Editore, giugno 1977. Comprendeva i quattro racconti composti fra 1955 e 1960: "Everard cronodetective", "Nel mondo di Ciro il Grande", "La scoperta sbagliata" e "Il mondo che non poteva esistere".
- The Guardians of Time, Jim Baen Presents, Tor Books, 1981. Riedizione espansa di Guardians of Time, vi incluse il quinto racconto "Le cascate di Gibilterra".
- Time Patrolman, Tor Books, 1983. Comprendeva i due romanzi brevi Avorio, e oro, e pavoni e Il dolore di Odino, composti appositamente.
- Annals of the Time Patrol, Science Fiction Books Club, Doubleday, 1984. Omnibus di The Guardians of Time e Time Patrolman, fu la prima edizione integrale del materiale allora edito.

### Operazione Altromondo
Dilogia di romanzi riunita per la prima volta nell'omnibus Operation Otherworld, Science Fiction Book Club, 1999.
1. Operazione Caos (Operation Chaos), Lancer Books, 1971. Traduzione di Piero Anselmi, Urania 1010, Arnoldo Mondadori Editore, 24 Novembre 1985. Fix-up di tre racconti e un romanzo breve:
  1. "Operation Afreet", in The Magazine of Fantasy and Science Fiction di Settembre 1956.
  2. "Operation Salamander", in The Magazine of Fantasy and Science Fiction di Gennaio 1957.
  3. "Operation Incubus, in The Magazine of Fantasy and Science Fiction di Ottobre 1959.
  4. Operation Changeling, serializzato in due puntate in The Magazine of Fantasy and Science Fiction di Maggio e Giugno 1969.
2. Operation Luna, Tor Books, 1999.

### David Ryerson
Un romanzo e un racconto con il medesimo protagonista riuniti nella raccolta The Enemy Stars, Bean Books, 1987.
- The Enemy Stars o We Have Fed Our Sea, serializzato in due puntate in Astounding Science Fiction di Agosto e Settembre 1958; prima edizione in volume J. B. Lippincott, 1959.
- "The Ways of Love", in Destinies di Gennaio-Febbraio 1979.

### Storia di Rustum (History of Rustum)
Serie composta da un romanzo fix-up e una raccolta di racconti; nella prima edizione italiana i due volumi sono stati combinati assieme (traducendo solo gli otto titoli dei testi brevi, e non i due titoli generali) nell'omnibus L'ultima frontiera, traduzione di Gaetano Staffilano, Urania 1079, Arnoldo Mondadori Editore, 17 Luglio 1988.
1. Orbit Unlimited, Pyramid Books, 1961. Fix-up di quattro testi brevi:
  - "Il fienile di Robin Hood" ("Robin Hood's Barn"), in Astounding Science Fiction di Gennaio 1959.
  - "Eppur così lontano" ("And Yet So Far"), in Fantastic Universe di Ottobre 1959.
  - "Il ponte che brucia" ("The Burning Bridge"), in Astounding Science Fiction di Gennaio 1960.
  - "Le macine degli dei" ("The Mills of the Gods"), composto appositamente per Orbit Unlimited.
2. New America, Tor Books, 1982. Raccolta di quattro testi brevi:
  - "Terra mia, patria mia" ("My Own, My Native Land"), nell'antologia Continuum 1, a cura di Roger Elwood, Putnam, 1974.
  - "Più che l'amor di donna" ("Passing the Love of Women"), nell'antologia Continuum 2, a cura di Roger Elwood, Putnam, 1974.
  - "Uno scambio equo" ("A Fair Exchange"), nell'antologia Continuum 3, a cura di Roger Elwood, Putnam, 1974.
  - "Promuovere il benessere generale" ("To Promote the General Welfare"), nell'antologia Continuum 4, a cura di Roger Elwood, Putnam, 1975.

### Maurai
Trilogia composta da due romanzi e una raccolta di racconti.
1. Tempo verrà (There Will Be Time), Science Fiction Book Club, Doubleday, 1972. Trad. Maria Silva, Andromeda 11, Dall'Oglio, 1974.
2. Maurai & Kith, Tor Books, 1982. Comprende tre racconti:
  - "Il popolo del cielo" ("The Sky People"), in The Magazine of Fantasy and Science Fiction di Marzo 1959. Trad. Maurizio Nati nella raccolta Il meglio di Poul Anderson. 9 racconti, Robot Speciale 8, Armenia Editore, 30 Giugno 1978.
  - "Progress", in The Magazine of Fantasy and Science Fiction di Gennaio 1962.
  - "Windmill", nell'antologia Saving Worlds, a cura di Roger Elwood e Virginia Kidd, Doubleday, 1973.
3. Orion risorgerà (Orion Shall Rise), Phantasia Press, 1983. Trad. Gianluigi Zuddas, Cosmo Serie Oro. Classici della Narrativa di Fantascienza 93, Editrice Nord, 1988.

Si noti che la raccolta Maurai & Kith comprendeva anche i due racconti allora editi del ciclo dei Kith.

### Trygve Yamamura
1. Perish by the Sword, Cock Robin Mystery, Macmillan, 1959.
2. Murder in Black Letter, Cock Robin Mystery, Macmillan, 1960.
3. Murder Bound, Cock Robin Mystery, Macmillan, 1962.

Alla trilogia principale si lega un racconto minore:
- "Dead Phone", composto nel 1964 ma prima edizione nella raccolta The Unicorn Trade, Tor Books, 1984. Collaborazione con Karen Anderson.

### Le montagne volanti (Tales of the Flying Mountains)
Ciclo composto inizialmente da quattro testi brevi pubblicati su rivista, successivamente espanso con tre ulteriori racconti e riunito nella raccolta Tales of the Flying Mountains, Macmillan, 1970. Nell'edizione definitiva i sette episodi sono interconnessi da una cornice narrativa, scandita a sua volta in otto parti (un prologo, sei interludi fra i racconti e un epilogo).
1. "Niente ha successo quanto l'insuccesso" ("Nothing Succeed Like Failure"), composto appositamente per Tales of the Flying Mountains, Macmillan, 1970.
2. "Missile vagabondo" ("Industrial Revolution" poi "The Rogue"), in Analog Science Fact / Science Fiction di settembre 1963.
3. "Ditelo con i fiori" ("Say It with Flowers"), in Analog Science Fact / Science Fiction di settembre 1965.
4. "Gioco d'azzardo ("Ramble with Ramblin' Man"), composto appositamente per Tales of the Flying Mountains.
5. "Que donn'rez vous?" ("What You'll Give?" poi "Que donn'rez vous?"), in Analog Science Fact / Science Fiction di aprile 1963.
6. "Veliero solare" ("Sunjammer"), in Analog Science Fact / Science Fiction di aprile 1964.
7. "Nazione di reclutamento" ("Recruiting Nation"), composto appositamente per Tales of the Flying Mountains.

La raccolta Macmillan è stata pubblicata in italiano come Le montagne volanti, traduzione di Roberta Rambelli, Il Libro d'Oro della Fantascienza 1, Fanucci Editore, 1978.

### Gunnar Heim
1. La volpe delle stelle (The Star Fox), serializzato in tre puntate in The Magazine of Fantasy and Science Fiction di Febbraio, Aprile e Giugno 1965; prima edizione in volume Doubleday, 1965. Traduzione di Giampaolo Cossato e Sandro Sandrelli, Cosmo. Collana di Fantascienza 128, Editrice Nord, 1982.
2. L'età del fuoco (Fire Time), Doubleday, 1974. Traduzione di Tullio Dobner, Fantapocket 16, Longanesi & C., 1977.

### Ciclo della Storia Tecnica
Le seguenti opere si svolgono tutte lungo una medesima cronologia e vanno a comporre una storia futura dell'umanità.

#### Romanzo di preludio
- Il gioco di Saturno (The Saturn Game), in Analog Science Fiction/Science Fact di Febbraio 1981; prima edizione in volume nella raccolta Explorations, Jim Baen Presents, Tor Books, 1981. Trad. Annarita Guarnieri nell'antologia I Premi Hugo 1976-1983, a cura di Sandro Pergameno, Grandi Opere Nord 10, Editrice Nord, 1984.

#### Epoca della Lega Polesotecnica (Polesotechnic League)
Tre romanzi e diciassette racconti ambientati nel XXV secolo d.C. e focalizzati su un consorzio di mercanti interstellari terrestri chiamato appunto Lega Polesotecnica; molte opere hanno per protagonisti il mercante Nicholas van Rijn e il suo assistente David Falkayn o si svolgono sul pianeta di Avalon, che è indipendente dalla Lega. Il ciclo è qui elencato secondo la struttura in sette volumi stabilita dall'autore fra gli anni Sessanta e Settanta, sulla quale furono condotte le prime traduzioni italiane:
1. La guerra degli uomini alati (The Man Who Counts poi War of the Wing-Men), serializzato in tre puntate in Astounding Science Fiction di Febbraio, Marzo e Aprile 1958; prima edizione in volume nel volume doppio The Snows of Ganymede / War of the Wing-Men, Ace Double D-303, Ace Books, 1958. Traduzione di Lella Pollini, Galassia 21, Casa Editrice La Tribuna, 15 settembre 1962.
2. Il mercante delle stelle (Trader to the Stars), Doubleday, 1964; trad. Giampaolo Cossato e Sandro Sandrelli, Cosmo. Collana di Fantascienza 38, Editrice Nord, 1975. Raccolta di tre romanzi brevi:
  - Il nascondiglio (Hiding Place), in Analog Science Fact / Science Fiction di Marzo 1961.
  - Il territorio (Territory), in Analog Science Fact / Science Fiction di Giugno 1963.
  - La chiave di tutto (The Master Key), inedito.
3. La ruota a tre punte (The Trouble Twisters), Doubleday, 1966; trad. Giampaolo Cossato e Sandro Sandrelli, Cosmo. Collana di Fantascienza 42, Editrice Nord, 1975. Raccolta di tre romanzi brevi:
  - La ruota a tre punte (The Three-Cornered Wheel), in Analog Science Fact / Science Fiction di Ottobre 1963.
  - Un sole invisibile (A Sun Invisible), in Analog Science Fact / Science Fiction di Aprile 1966.
  - Gli scansaguai (Trader Team poi The Trouble Twisters), serializzato in due puntate in Analog Science Fact / Science Fiction di Luglio e Agosto 1965.
4. Mondo rovente (Satan's World), serializzato in quattro puntate in Analog Science Fact / Science Fiction di Maggio, Giugno, Luglio e Agosto 1968; prima edizione in volume Doubleday, 1969. Traduzione di Gabriele Tamburini, Cosmo. Collana di Fantascienza 33, Editrice Nord, 1974.
5. Cronache della lega polesotecnica (The Earth Book of Stormgate), Berkley/Putnam, 1978; traduzione di Giampaolo Cossato e Sandro Sandrelli, Cosmo. Collana di Fantascienza 105/106, Editrice Nord, 1980. Raccolta di undici testi brevi:
  - "Ali vittoriose" ("Wings of Victory"), in Analog Science Fiction / Science Fact di Aprile 1972.
  - "Il problema del dolore" ("The Problem of Pain"), in The Magazine of Fantasy and Science Fiction di Febbraio 1973.
  - "Come diventare etnici in una facile lezione" ("How to be Ethnic in One Easy Lesson"), nell'antologia Future Quest, a cura di Roger Elwood, Avon Books, 1973.
  - "Margine di profitto" ("Margin of Profit"), in Astounding Science Fiction di Settembre 1956.
  - "Esaù" ("Birthright" poi "Esau"), in Analog Science Fiction / Science Fact di Febbraio 1970.
  - "La stagione del perdono" ("The Season of Forgiveness"), in Boy's Life di Dicembre 1973.
  - "Un po' di conoscenza" ("A Little Knowledge"), in Analog Science Fiction / Science Fact di Agosto 1971.
  - "Il giorno del fuoco" ("Supernova" poi "Day of Burning"), in Analog Science Fiction / Science Fact di Gennaio 1967.
  - "Stella mineraria" ("Lodestar"), nell'antologia Astounding: John W. Campbell Memorial Anthology, a cura di Harry Harrison, Random House, 1973.
  - "Senz'ali" ("Wingless on Avalon" poi "Wingless"), nell'antologia Children of Infinity, a cura di Roger Elwood, Franklin Watts, 1973.
  - "Salvataggio su Avalon" ("Rescue on Avalon"), in Boy's Life di Luglio 1973.
6. Mirkheim (Mirkheim), Berkley/Putnam, 1977. Traduzione di Rita Merletti e Riccardo Valla, Cosmo. Collana di Fantascienza 79, Editrice Nord, 1978.
7. Il popolo del vento (The People of the Wind), serializzato in tre puntate in Analog Science Fiction / Science Fact di Febbraio, Marzo e Aprile 1973; prima edizione in volume Signet / New American Library, 1973. Traduzione di Maurizio Nati, I Libri di Robot 4, Armenia Editore, 1978.

Nella traduzione italiana i primi sei volumi dell'eptalogia sono anche apparsi riuniti nei due omnibus Trilogia dei mercanti spaziali, Tascabili Omnibus 3 [15], Editrice Nord, 1991 (volumi 1-2-3) e Il secondo libro dei mercanti spaziali, Tascabili Omnibus 5 [18], Editrice Nord, 1992 (volumi 4-5-6).

#### Ascesa dell'Impero Terrestre
- Sargasso of Lost Starships, in Planet Stories di Gennaio 1952; prima edizione in volume nella raccolta Rise of the Terran Empire, Baen Books, 2009.

#### Epoca dell'Impero Terrestre
Saga ambientata nel XXXI secolo d.C. e focalizzata sulle imprese di Dominic Flandry, un agente segreto dell'impero terrestre, che negli ultimi romanzi trasmette il proprio incarico alla figlia Diana. La serie consisteva in origine di quattro racconti, due romanzi brevi e un romanzo con protagonista un Flandry già maturo, apparsi su rivista fra gli anni Cinquanta e Sessanta e organizzati dall'autore in due raccolte edite nel 1965, nelle quali però il materiale era disposto in ordine anacronico; successivamente Anderson narrò la giovinezza del personaggio in tre romanzi prequel composti nei tardi anni Sessanta, e la sua vecchiaia in tre ulteriori sequel composti negli anni Settanta e Ottanta, componendo così una ottologia.
1. Guardiamarina Flandry o Battaglie stellari (Ensign Flandry), in Amazing Stories di Ottobre 1966; espanso per l'edizione in volume Chilton, 1966. Traduzione di Alda Carrer, Andromeda 2, Dall'Oglio, 1972.
2. Scacchiera fra le stelle (The White King's War poi A Circus of Hells), in Galaxy Magazine di Agosto 1969; espanso per l'edizione in volume Signet, 1970. Traduzione di Alfredo Pollini, Futuro. I Pocket di Fantascienza 5, Fanucci Editore, 1972.
3. Mondi ribelli (The Rebel Worlds), Signet, 1969.
4. Agent of the Terran Empire, Signet, 1965. Raccoglie tre racconti e un romanzo:
  - "Il tigre per la coda" ("Tiger by the Tail"), in Planet Stories di Gennaio 1951. Traduzione di Hilia Brinis nell'antologia Odissea nello Spazio, Gamma 14 anno III, Edizioni dello Scorpione, 1967.
  - "Guerra segreta" ("The Ambassadors of Flesh" poi "Warriors From Nowhere"), in Planet Stories Estate 1954. Traduzione di Ugo Carrega nell'antologia La guerra è sempre la guerra, De Carlo Editore, 1967.
  - "Un cordiale nemico" ("Honorable Enemies"), in Future Combined with Science Fiction Stories di Maggio 1951. Traduzione ignota nell'antologia La pubblicità è l'anima della guerra, Gamma 24 anno III, Edizioni dello Scorpione, 1967.
  - A noi le stelle! (A Handful of Stars poi We Claim These Stars infine Hunters of the Sky Cave), in Amazing Science Fiction Stories di Giugno 1959; espanso per l'edizione nel volume doppio We Claim These Stars! / The Planet Killers, Ace Double D-407, Ace Books, 1959. Traduzione di Carlo Brini, Gamma 18 anno III, Edizioni dello Scorpione, 1967.
5. Flandry of Terra, Chilton, 1965. Raccoglie un racconto e due romanzi brevi:
  - "Il gioco della gloria" ("The Game of Glory"), in Venture Science Fiction Magazine di Marzo 1958.
  - Messaggio segreto (A Message in Secret anche Mayday Orbit), in Fantastic Science Fiction Stories di Dicembre 1959.
  - La piaga dei padroni (Earthman, Go Home! poi The Plague of Masters o A Plague of Masters), serializzato in due puntate in Fantastic Stories of Imagination di Dicembre 1960 e Gennaio 1961.
6. Cavaliere di spettri e d'ombre (A Knight of Ghosts and Shadows), serializzato in due puntate in Worlds of If di Settembre-Ottobre e Novembre-Dicembre 1974; prima edizione in volume Science Fiction Book Club, Doubleday, 1975.
7. Dominic Flandry: Una pietra nel cielo (A Stone in Heaven), Ace Books, 1979.
8. Il gioco dell'Impero (The Game of Empire), Baen Books, 1985. Traduzione di Giampaolo Cossato e Sandro Sandrelli, Cosmo Serie Oro. Classici della Narrativa di Fantascienza 82, Editrice Nord, 1987.

Negli anni Ottanta il ciclo è stata pubblicato in Italiano riunito in tre volumi omnibus (poi completati dalla prima edizione in volume singolo dell'ultimo romanzo), nei quali la sequenza originaria fu riorganizzata in modo da ottenere la piena corrispondenza fra fabula e intreccio; tutti gli episodi di cui non si è indicata una prima edizione italiana nella lista precedente furono tradotti per la prima volta in questa raccolta integrale:
- Dominic Flandry - Agente dell'Impero Terrestre, traduzione di Giampaolo Cossato e Sandro Sandrelli, Cosmo Serie Oro. Classici della Narrativa di Fantascienza 61, Editrice Nord, 1983. Comprende i tre romanzi prequel e i racconti "Il tigre per la coda" e "Un cordiale nemico".
- Dominic Flandry 2° - Il gioco della gloria, traduzione di Giampaolo Cossato e Sandro Sandrelli, Cosmo Serie Oro. Classici della Narrativa di Fantascienza 64, Editrice Nord, 1984. Comprende "Il gioco della gloria", Messaggio segreto, La piaga dei padroni, e A noi le stelle!.
- Dominic Flandry 3° - La lunga notte della barbarie, traduzione di Giampaolo Cossato e Sandro Sandrelli, Cosmo Serie Oro. Classici della Narrativa di Fantascienza 68, Editrice Nord, 1985. Comprende "Guerra segreta" e i due romanzi sequel allora già pubblicati.

#### La Lunga Notte (The Long Night)
Due romanzi e una raccolta di testi brevi ambientati tra la decadenza dell'Impero Terrestre e l'età oscura conseguente alla sua caduta; si sovrappongono in parte alla saga di Dominic Flandry.
1. The Day of Their Return, Science Fiction Book Club, Doubleday, 1974.[4]
2. The Long Night, Tor Books, 1983. Raccoglie due racconti e tre romanzi brevi:
  - "Il saccheggiatore delle stelle" ("The Star Plunderer"), in Planet Stories di Settembre 1952. Traduzione di Roberta Rambelli nell'antologia Imperi Galattici. L'epica fantascientifica 1923-1978, a cura di Brian W. Aldiss, Enciclopedia della Fantascienza 3, Fanucci Editore, 1978.
  - L'avamposto dell'Impero (Outpost of Empire), in Galaxy Magazine di Dicembre 1967. Traduzione di Maria Cristina Pietri nell'antologia I guerrieri delle galassie, a cura di Sandro Pergameno, Grandi Opere Nord 12, Editrice Nord, 1986.
  - A Tragedy of Errors, in Galaxy Magazine di Febbraio 1968.
  - "La comunione della carne" ("The Sharing of Flesh"), in Galaxy Magazine di Dicembre 1968. Traduzione di Alfredo Pollini nella raccolta Regina dell'aria e della notte, Orizzonti. Capolavori di Fantasia e Fantascienza V, Fanucci Editore, 1974.
  - Nebbia di stelle (Starfog), in Analog Science Fiction / Science Fact di Agosto 1967. Traduzione di Giampaolo Cossato e Sandro Sandrelli nell'antologia Storie dello spazio esterno, a cura di Sandro Pergameno, Grandi Opere Nord 8, Editrice Nord, 1982.
3. A Twelvemonth and a Day, poi Let the Spaceman Beware o The Night Face, in Fantastic Universe di gennaio 1960; espanso per l'edizione in volume doppio Let the Spacemen Beware! / The Wizard of Starship Poseidon, Ace Double F-209, Ace Books, 1963.

#### Edizione integraleTechnic Civilization Saga
Dopo la morte di Anderson la casa editrice Baen Books ha allestito un'edizione integrale in sette volumi del ciclo della Storia Tecnica, intitolata Technic Civilization Saga; tale ristampa intervalla senza soluzione di continuità i testi brevi e i romanzi della Lega Polesotecnica e ne posticipa alcuni all'ascesa dell'Impero Terrestre, retrodata all'epoca dell'Impero alcuni testi prima classificati entro la Lunga Notte, e dispone le avventure di Dominic Flandry secondo la cronologia interna già stabilita nell'edizione italiana di Editrice Nord.
1. The Van Rijn Method, Baen Books, 2008.
2. David Falkayn: Star Trader, Baen Books, 2009.
3. Rise of the Terran Empire, Baen Books, 2009.
4. Young Flandry, Baen Books, 2010.
5. Captain Flandry: Defender of the Terran Empire, Baen Books, 2010.
6. Sir Dominic Flandry: The Last Knight of Terra, Baen Books, 2010.
7. Flandry's Legacy, Baen Books, 2011.

### Aferlife of Bailey
Ciclo di cinque novelle composte collettivamente da Frank Herbert, Gordon R. Dickson, Poul Anderson, Harlan Ellison e Keith Laumer e riunito nella raccolta tematica Five Fates, Doubleday, 1970
- Maverick, composto appositamente per Five Fates, Doubleday, 1970. Composto da Dickson.
- Il sogno e la follia (The Fatal Fulfillment), in The Magazine of Fantasy and Science Fiction di marzo 1970. Traduzione di Maurizio Nati nella raccolta Il meglio di Poul Anderson. 9 racconti, Robot Speciale 8, Armenia Editore, 30 Giugno 1978. Composto da Anderson.
- La regione intermedia (The Region Between), in Galaxy Magazine di marzo 1970. Traduzione di Massimo Patti nell'antologia Altre vite, a cura di Pamela Sargent e Ian Watson, Urania 1130, Arnoldo Mondadori Editore, 1 Luglio 1990. Composto da Hallison.
- Entrerà l'assassino o Assassinio mentale (Murder Will In), in The Magazine of Fantasy and Science Fiction di maggio 1970. Traduzione di Mauro Gaffo nella raccolta La strada per Dune (Eye), Visual Books 2, Interno Giallo, 1990. Composto da Herbert.
- Of Death What Dreams, in Worlds of Tomorrow estate 1970. Composto da Laumer.

### I figli del Tritone (The Merman's Children)
Serie originariamente composta da due racconti lunghi interconnessi:
1. "I figli del mare" ("The Merman's Children"), nell'antologia Flashing Swords! 1, a cura di Lin Carter, Science Fiction Book Club, Doubleday, 1973. Trad. Roberta Rambelli in Heroic Fantasy. Il meglio della fantasia eroica moderna, Enciclopedia della Fantascienza 4, Fanucci Editore, 1979.
2. "La maledizione del Tupilak" ("The Tupilak"), nell'antologia Flashing Swords! 4: Barbarians and Black Magicians, a cura di Lin Carter, Science Fiction Book Club, Doubleday, 1977. Trad. Roberta Rambelli in Maghi e guerrieri. Altre storie di fantasia eroica, Enciclopedia della Fantascienza 6, Fanucci Editore, 1981.

Successivamente Anderson combinò ed espanse i due testi e ne ricavò il romanzo fix-up I figli del Tritone (The Merman's Children), Berkley/Putnam, 1979; trad. Annarita Guarnieri, Fantacollana 47, Editrice Nord, 1983.

### Cappena Varra / Mondo dei Ladri
Anderson creò il personaggio di Cappen Varra in un racconto autoconclusivo composto in gioventù, successivamente lo ripropose in una novella esplicitamente ambientata nell'universo narrativo condiviso del Mondo dei Ladri (Thieves' World), creato da Lynn Abbey e Robert Asprin; un terzo e ultimo racconto, anch'esso afferente al Mondo dei Ladri, fu pubblicato postumo di pochi mesi.
1. "The Valor of Cappen Varra", in Fantastic Universe di Gennaio 1957.
2. Il cancello dei coltelli volanti (The Gate of the Flying Knives), nell'antologia La saga del mondo dei ladri (Thieves' World), a cura di Robert Asprin, Ace Books, 1979. Traduzione di Andrea Angiolino, Enciclopedia della Fantascienza 18, Fanucci Editore, 1987.
3. "The Lady of the Winds", in The Magazine of Fantasy & Science Fiction di Ottobre-Novembre 2001; confluito nell'antologia Thieves' World: First Blood, a cura di Lynn Abbey e Robert Asprin, Tor Books, 2003.

### The Last Viking
Serie composta in collaborazione con Karen Anderson.
1. The Golden Horn, Zebra Books, 1980.
2. The Road of the Sea Horse, Zebra Books, 1980.
3. The Sign of the Raven, Zebra Books, 1980.

### Conan il Barbaro
Anderson ha composto un romanzo "apocrifo" del ciclo di Conan creato da Robert E. Howard, pubblicato in una collana tematica diretta da L. Sprague de Camp. L'opera si svolge durante l'ellissi temporale del racconto howardiano "La regina della Costa Nera".
- Conan il ribelle (Conan the Rebel), Bantam Books, 1980. Traduzione di Giuseppe Lippi, Oscar Fantascienza 43 [1742], Arnoldo Mondadori Editore, 1984.

### Magic Goes Away
Anderson ha ambientato una novella nell'universo narrativo condiviso creato da Larry Niven a partire dal suo racconto Magic Goes Away.
- Strength, nell'antologia The Magic May Return, a cura di Larry Niven, Ace Books, 1981. Collaborazione con Mildred Downey Broxon.

### Berserker
Anderson ha contribuito con un proprio racconto alla composizione di un romanzo fix-up collaborativo della saga di Berserker, creata da Fred Saberhagen.
- "Deathwomb", in Analog Science Fiction / Science Fact di Novembre 1983; confluito in Berserker Base, Tor Books, 1985.

### Medea
Dal 1º Aprile al 3 Giugno 1975 lo scrittore Harlan Ellison condusse un seminario settimanale di scrittura creativa intitolato 10 Tuesdays Down a Rabbit Hole presso la Università della California - Los Angeles; successivamente si basò su quell'esperienza per organizzare con altri autori di fantascienza (incluso Poul Anderson) un'attività di wordlbuilding collettivo, nella quale il gruppo creò un pianeta immaginario e vi ambientò un ciclo di racconti. Sia i materiali descrittivi dell'ambientazione sia i testi narrativi furono poi raccolti in un volume tematico:
- Medea: Harlan's World, a cura di Harlan Ellison, Bantam Spectra, 1985. Contiene contributi di Poul Anderson, Hal Clement, Thomas M. Disch, Frank Herbert, Larry Niven, Frederik Pohl, Robert Silverberg, Theodore Sturgeon, Jack Williamson e Kate Wilhelm.

### I Re di Ys (The Kings of Ys)
Serie composta in collaborazione con Karen Anderson.
1. Roma Mater (Roma Mater), Baen Books, 1986. Trad. Carla Borrelli, Il Libro d'Oro della Fantascienza 48, Fanucci Editore, Roma, 1991.
2. Gallicenae, Baen Books, 1987.
3. Dahut, Baen Books, 1988.
4. The Dog and the Wolf, Baen Books, 1988.

La tetralogia è stata riunita inizialmente nei due omnibus The Kings of Ys, Volume I (Science Fiction Book Club, Doubleday, 1988; volumi 1-2) e The Kings of Ys, Volume II (Science Fiction Book Club, Doubleday, 1988; volumi 3-4), e successivamente nel volume unico The Kings of Ys (Baen Books, 1996).

### Ciclo dello Spazio conosciuto
Anderson ha ambientato tre novelle nell'universo narrativo condiviso delle Guerre fra Uomini e Kzin (The Man-Kzin Wars), una sotto-serie del Ciclo dello Spazio conosciuto creato da Larry Niven:
- Iron, serializzato in due parti nelle antologie Far Frontiers, Volume VII/ Winter 1986 e New Destinies, Volume I/Spring 1987, a cura di Jim Baen e Jerry Pournelle, Baen Books, 1986-1987; confluito nell'antologia The Man-Kzin Wars, a cura di Larry Niven, Baen Books, 1988.
- Inconstant Star, nell'antologia The Man-Kzin Wars III, a cura di Larry Niven, Baen Books, 1990.
- Pele, in Analog Science Fiction and Fact di Ottobre 2001; confluito nell'antologia Man-Kzin Wars IX, a cura di Larry Niven, Baen Books, 2002.

### La Flotta
Anderson ha ambientato tre racconti nell'universo narrativo condiviso della Flotta (Fleet), creato da David Drake e Bill Fawcett.
- "The Only Bed to Lie In", nell'antologia The Fleet, a cura di David Drake e Bill Fawcett, Ace Books, 1988.
- "Dereliction", nell'antologia Sworn Allies, a cura di David Drake e Bill Fawcett, Ace Books, 1990.
- "Kinetic Kill", nell'antologia Crisis, a cura di David Drake e Bill Fawcett, Ace Books, 1991.

### Il Portale Temporale
Anderson ha ambientato un racconto nell'universo narrativo condiviso del Portale Temporale (Time Gate), creato da Robert Silverberg e Bill Fawcett.
- "Statesmen", nell'antologia New Destinies, Volume VIII / Fall 1989, a cura di Jim Baen, Baen Books, 1989; confluito nell'antologia Time Gate, a cura di Robert Silverberg e Bill Fawcett, Baen Books, 1989.

### Ciclo dei Robot
Anderson ha composto un racconto ambientato nel Ciclo dei Robot creato da Isaac Asimov, apparso in un'antologia di tributi all'opera di Asimov:
- "La caverna di Platone" ("Plato's Cave"), nell'antologia Gli amici di Fondazione (Foundation's Friends: Stories in Honor of Isaac Asimov), a cura di Martin H. Greenberg, Tor Books, 1989. Traduzione di Grazia Gatti e Tullio Dobner, Fantascienza 2, Sperling & Kupfer, 1990.

### Harvest of Stars
1. Harvest of Stars, Tor Books, 1993.
2. The Stars Are Also Fire, Tor Books, 1994.
3. Harvest the Fire, Tor Books, 1995.
4. The Fleet of Stars, Tor Books, 1997.

Alla tetralogia principale si lega un racconto spin-off:
- "Renascence", in Analog Science Fiction and Fact di marzo 1995.

### Romanzi autoconclusivi
- La città perduta (Vault of the Ages), Winston Science Fiction 10, John C. Winston Co., 1952. Trad. Sugden Moca, I Romanzi di Urania 90, Arnoldo Mondadori Editore, 4 Agosto 1955.
- Tre cuori e tre leoni (Three Hearts and Three Lions), serializzato in due puntate in The Magazine of Fantasy and Science Fiction di settembre e ottobre 1953; trad. anonima serializzata in due puntate in Fantascienza 6 e 7, Garzanti, aprile e maggio 1955. Espanso per la prima edizione in volume Doubleday, 1961; trad. Roberta Rambelli, Galassia 153, Casa Editrice La Tribuna, 1 novembre 1971.
- Quoziente 1000 (Brain Wave), Ballantine Books, 1954[5]. Trad. Giovanni Scimone, I Romanzi di Urania 108, Arnoldo Mondadori Editore, 8 dicembre 1955.
- La spada spezzata (The Broken Sword), Abelard-Schuman, 1954; prima stesura inedita in italiano. Completamente revisionato per la ristampa in Ballantine Adult Fantasy 24, Ballantine Books, 1971; trad. Alfredo Pollini, Futuro. Biblioteca di Fantascienza 22, Fanucci Editore, 1976[6].
- Nessun mondo per loro (No World of Their Own o The Long Way Home), serializzato in quattro puntate in Astounding Science Fiction di aprile, maggio, giugno e luglio 1955; prima edizione in volume nel tomo doppio No World of Their Own / The 1,000 Year Plan, Ace Double D-110, Ace Books, 1955. Trad. Luigi Garonzi, I Romanzi del Cosmo 139, Ponzoni Editore, 15 Gennaio 1964.[7]
- Razzo a tutta birra (A Bicycle Built for Brew), serializzato in due puntate in Astounding Science Fiction di novembre e dicembre 1958; trad. Franco Filanci, Proxima 2, Granillo Editore, 20 maggio 1966. Espanso e riedito in volume come The Makeshift Rocket, nel volume doppio Un-Man and Other Novellas / The Makeshift Rocket, Ace Double F-139, Ace Books, 1962.
- I proteiformi (War of Two Worlds), nel volume doppio Threshold of Eternity / The War of Two Worlds, Ace Double D-335, Ace Books, 1959. Trad. Patrizio Dalloro, Urania 255, Arnoldo Mondadori Editore, 7 maggio 1961.
- Rogue Sword, Avon Books, 1960.
- The Golden Slave, Avon Books, 1960.
- Crociata spaziale (The High Crusade), serializzato in cinque puntate in Astounding/Analog Science Fact & Fiction di luglio, agosto, settembre, novembre e dicembre 1960; prima edizione in volume Doubleday, 1960. Trad. Luigi Garonzi, I Romanzi del Cosmo 105, Ponzoni Editore, 15 Agosto 1962.
- Hanno distrutto la Terra (The Day After Doomsday poi After Doomsday), serializzato in due puntate in Galaxy Magazine dicembre 1961 e febbraio 1962; prima edizione in volume Ballantine Books, 1962. Trad. Bianca Russo, Urania 292, Arnoldo Mondadori Editore, 7 Ottobre 1962.
- Epilogo (Epilogue), nella rivista Analog Science Fact -> Science Fiction di Marzo 1962; prima edizione in volume nella raccolta Time and Stars, Doubleday Science Fiction, Doubleday, 1964. Traduzione di Bianca Russo nella raccolta L'infiltrazione / I mostri, Urania 391, Arnoldo Mondadori Editore, 4 Luglio 1965.
- Schermo di energia (Shield), serializzato in due puntate in Fantastic Stories of Imagination di giugno e luglio 1962; prima edizione in volume Berkley Medallion, 1963. Trad. Arianna Rossi Livenzev, Futuria 1, Zillitti Editore, settembre 1964.
- Nessuna tregua con i re (No Truce with Kings), in The Magazine of Fantasy and Science Fiction di giugno 1963; prima edizione in volume nella raccolta Time and Stars, Doubleday, 1964. Trad. Bianca Russo nell'antologia L'infiltrazione / I mostri, Urania 391, Arnoldo Mondadori Editore, 4 Luglio 1965.
- Le gallerie del tempo (The Corridors of Time), serializzato in due puntate in Amazing Stories di maggio e giugno 1965; prima edizione in volume Doubleday, 1965. Trad. Maurizio Nati e Sandro Pergameno, Futuro. Biblioteca di Fantascienza 10, Fanucci Editore, 1974.
- Mondo senza stelle (The Ancient Gods poi World Without Stars), serializzato in due puntate in Astounding/Analog Science Fact & Fiction di giugno e luglio 1966; prima edizione in volume Ace Books, 1967. Trad. Beata Della Frattina, Urania 529, Arnoldo Mondadori Editore, 14 Dicembre 1969.
- Tau Zero (To Outlive Eternity poi Tau Zero), serializzato in due puntate in Galaxy Magazine di giugno e agosto 1967; revisionato ed espanso per la prima edizione in volume Doubleday, 1970. Trad. anonima, Sigma Fantascienza 6, Moizzi Editore, 1976.
- Regina dell'aria e della notte (The Queen of Air and Darkness), in The Magazine of Fantasy and Science Fiction di aprile 1971; prima edizione in volume nell'antologia The Best Science Fiction of the Year, a cura di Terry Carr, Ballantine Books, 1972.. Trad. Alfredo Pollini nella raccolta Regina dell'aria e della notte, Orizzonti. Capolavori di Fantasia e Fantascienza V, Fanucci Editore, 1974.
- Il vagabondo degli spazi (The Byworlder), serializzato in due puntate in Fantastic di giugno e agosto 1971; prima edizione in volume Signet / New American Library, 1971. Trad. Giampaolo Cossato e Sandro Sandrelli, Futuro. Biblioteca di Fantascienza 5, Fanucci Editore, 1974.
- The Peat Bog, nella raccolta Homeward and Beyond, Doubleday, 1975.
- La danzatrice di Atlantide (The Dancer from Atlantis), Science Fiction Book Club, Doubleday, 1971. Trad. Lella Costa, Fantapocket 12, Longanesi & C., 1977.
- La saga di Hrolf Kraki (Hrolf Kraki's Saga), Ballantine Adult Fantasy 62, Ballantine Books, 1973. Trad. Silvia Lalìa, Urania Fantasy 1ª serie n. 76, Arnoldo Mondadori Editore, settembre 1994.
- Inheritors of Earth, Chilton, 1974. Collaborazione con Gordon Eklund.
- Tempesta di mezza estate (A Midsummer Tempest), Doubleday, 1974. Trad. Cinzia Boni Ruccellai, La Fantascienza 2, Longanesi & C., 1977.
- The Winter of the World, Science Fiction Book Club, Doubleday, 1975.
- The Avatar, Berkley/Putnam, 1978.
- The Demon of Scattery, Ace Books, 1979[6]. Collaborazione con Mildred Downey Broxon.
- The Devil's Game, Pocket Books, 1980.
- Gli immortali (The Boat of a Million Years), Tor Books, 1989. Trad. Maurizio Carità, Altri mondi 24, Arnoldo Mondadori Editore, 1991.
- La guerra degli dèi (War of the Gods), Tor Books, 1997. Trad. Alessandro Zabini, Narrativa Nord 122, Editrice Nord, 1999.
- Genesis, Tor Books, 2000.
- Mother of Kings, Tor Books, 2001.
- For Love and Glory, Tor Books, 2003.

### Raccolte di racconti
- Strangers from Earth, Ballantine Books, 1961. Comprende otto racconti, di cui due afferenti alla Storia Tecnica.
- Un-Man and Other Novellas / The Makeshift Rocket, Ace Double F-139, Ace Books, 1962. Volume doppio comprendente il romanzo Razzo a tutta birra e una raccolta di tre novelle appartenenti rispettivamente ai cicli della Lega Polesotenica, della Storia Tecnica e di Wing Alak.
- Time and Stars, Doubleday Science Fiction, Doubleday, 1964. Comprende le due novelle Nessuna tregua con i re ed Epilogo e quattro racconti.
- The Horn of Time, New American Library, 1968. Comprende tre racconti autoconclusivi e tre appartenenti rispettivamente ai cicli di Kith, di Maurai e della Lega Psicotecnica.
- Seven Conquests: An Adventure in Science Fiction, Macmillan, 1969. Comprende un'introduzione di Anderson, la novella Strange Bedfellows, e sei racconti di cui uno afferente alla Lega Psicotecnica.
- Beyond the Beyond, New American Library, 1969. Comprende la novella Nebbia di stelle e un racconto afferenti alla Storia Tecnica, la novella The Sensitive Man e un racconto afferenti alla Lega Psicotecnica, e due autoconclusivi.
- The Queen of Air and Darkness and Other Stories, New American Library, 1973. Comprende un'introduzione di Anderson, la novella Regina dell'aria e della notte e sei racconti.
- The Many Worlds of Poul Anderson, Chilton, 1974; riedito come The Book of Poul Anderson, DAW Collectors 153, DAW Books, 1975. Comprende un'introduzione di Roger Elwood, le novelle Regina dell'aria e della notte ed Epilogo, un racconto cadauno dei cicli della Storia Tecnica, degli Hoka e di Loro i terrestri, due racconti autoconclusivi e un articolo; include inoltre paratesti di Patrick L. McGuire e Sandra Miesel.
- Homeward and Beyond, Doubleday, 1975. Comprende un'introduzione di Anderson, la novella inedita The Peat Bog, un racconto cadauna delle Lega Polesotecnica e della Storia Tecnica, e sei autoconclusivi.
- Il meglio di Poul Anderson (The Best of Poul Anderson), Pocket Books, 1976. Traduzione di Maurizio Nati, Robot Speciale 8, Armenia Editore, 30 Giugno 1978. Comprende un'introduzione di Barry N. Malzberg, le novelle Il sogno e la follia (afferente alla Afterlife of Bailey) e Il nascondiglio (afferente alla Storia Tecnica), un racconto di Maurai e sei racconti autoconclusivi, tutti corredati da note di Anderson.
- The Night Face & Other Stories, The Worlds of Poul Anderson 1, Gregg Press, 1979. Comprende il romanzo The Night Face e tre testi brevi afferenti alla Storia Tecnica.
- The Dark Between the Stars (1981)
- Explorations (1981)
- Fantasy (1981)
- Winners (1981) (una collezione di Anderson dei vincitori di Hugo Award)
- The Gods Laughed (1982)
- New America (1982)
- The Winter of the World / The Queen of Air and Darkness (1982)
- Conflict (1983)
- Past Times (1984)
- The Unicorn Trade (1984) con Karen Anderson
- Dialogue With Darkness (1985)
- Space Folk (1989)
- Alight in the Void (1991)
- The Armies of Elfland (1991)
- Inconstant Star (1991) - Storie ambientate nell'universo umano-kzin di Larry Niven
- Kinship with the Stars (1991)
- All One Universe (1996)
- Going for Infinity
- Swordsmen from the Stars, DMR Books, 2020. Comprende tre novelle planetary romance.